# Nathan Shamuyarira
Nathan Marwirakuwa Shamuyarira (* 29. September 1928; † 4. Juni 2014 in Harare) war ein simbabwischer Politiker, der unter anderem Außenminister seines Heimatlandes war.

## Leben
Nathan Marwirakuwa Shamuyarira wurde 1980 Minister für Information und Tourismus im Kabinett von Premierminister Robert Mugabe und hatte dieses Ministeramt bis 1982 inne. Im Anschluss fungierte er von 1982 bis 1988 als Minister für Information, Post und Telekommunikation. Im Zuge einer Kabinettsumbildung wurde er 1988 Nachfolger von Witness Mangwende als Außenminister und bekleidete dieses Amt bis zu seiner Ablösung durch Stan Mudenge 1995. Im Anschluss bekleidete er von 1995 bis 1996 das Amt als Minister für den öffentlichen Dienst, Arbeit und soziale Wohlfahrt, ehe er zuletzt zwischen 1996 und 2000 im Kabinett von Präsident Mugabe das Amt als Minister für Industrie und Handel innehatte.
2004 wurde Shamuyarira Sekretär für Information und Öffentlichkeitsarbeit der Zimbabwe African National Union (ZANU-PF).